# یوآن کاتلین
یوآن کاتلین (انگلیسی: Yoann Cathline؛ زادهٔ ۲۲ ژوئیهٔ ۲۰۰۲) بازیکن فوتبال اهل فرانسه است که در پست مهاجم بازی می‌کند.
او سابقه حضور در تیم گنگام را در کارنامه خود دارد.
وی همچنین در تیم ملی فوتبال زیر ۲۰ سال فرانسه بازی کرده‌است.